# Jaroměřice
Obec Jaroměřice se nachází v okrese Svitavy v Pardubickém kraji. Založil ji bratr českého krále Vratislava, pražský biskup Jaromír mezi roky 1080 a 1090 a do roku 1436 byla v majetku pražského biskupství. Kolem roku 1421 dostal Jaroměřice od krále zástavou Jiří ze Šternberka a roku 1437 Jan Tovačovský z Cimburka. Žije zde přibližně 1 200 obyvatel. Obcí protéká Úsobrnský potok, který je pravostranným přítokem říčky Jevíčky, dříve nazývaný také Úsobrnka a od Kalvárie u Jaroměřic k Jevíčku také Cedron (biblické jméno) nebo Cedroň.

## Historie

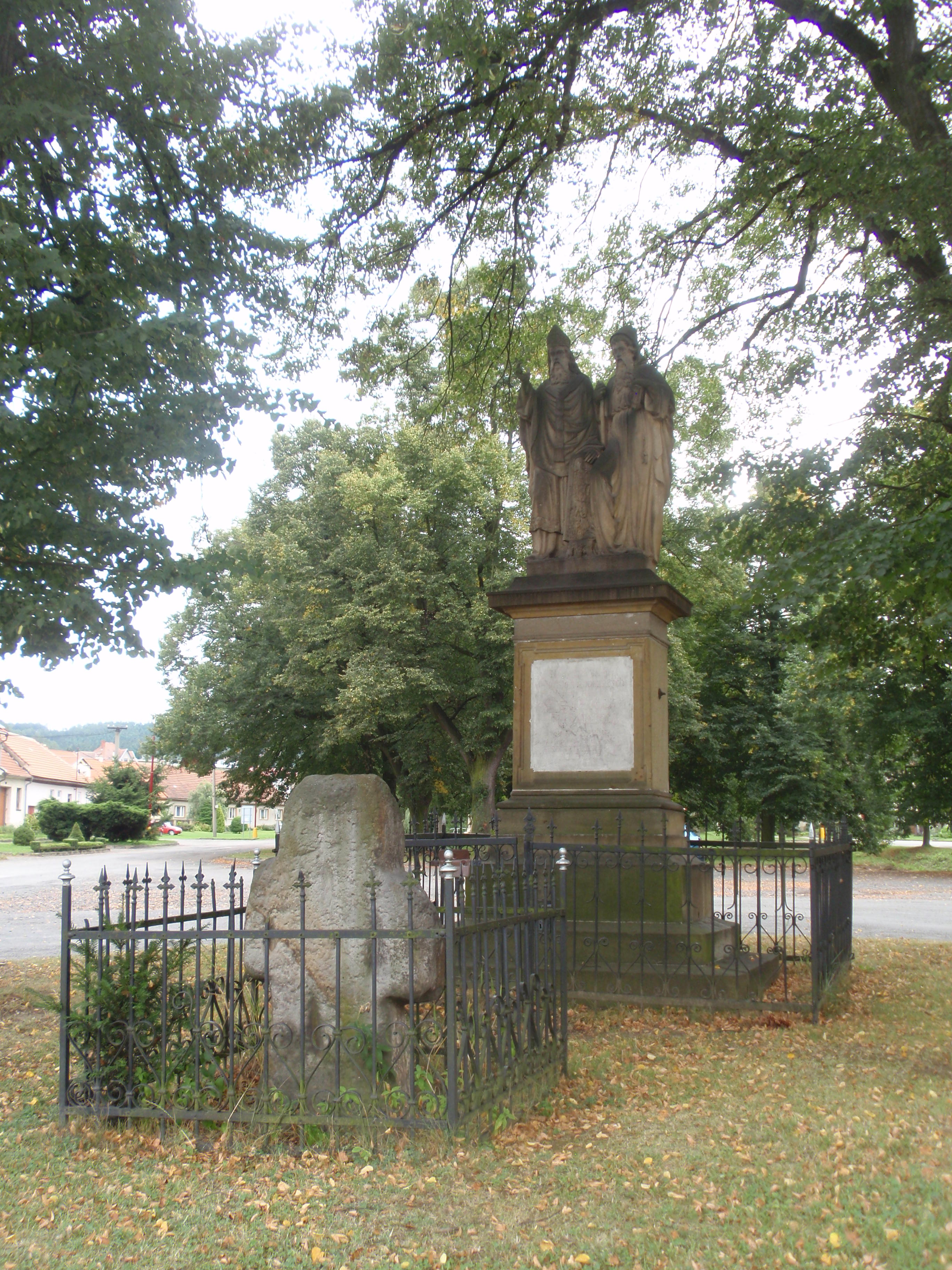
Sousoší Cyril a Metoděj, Jaroměřice

Odnepaměti vedla tímto krajem důležitá obchodní a strategická cesta. Ve slavné době říše velkomoravské spojovala Moravu s Čechami. Lidová tradice vypráví, že se tudy ubírali slovanští věrozvěstové, bratři Cyril a Metoděj, do Čech a zde se zastavili.[zdroj⁠?!] V Jaroměřicích prý kázali a u potoka křtili, na místě, kde je nyní na návsi kamenný, tzv. cyrilometodějský kříž a u něho velké krásné sousoší z roku 1886.
Až do založení Jevíčka byly Jaroměřice poslední větší osadou před lesem na cestě z Moravy do Čech se zemskou celnicí, zvaná “úsobrnská”.

## Obyvatelstvo
| Rok            | 1869 | 1880 | 1890 | 1900 | 1910 | 1921 | 1930 | 1950 | 1961 | 1970 | 1980 | 1991 | 2001 | 2011 |
| Počet obyvatel | 1911 | 1875 | 1851 | 1944 | 2026 | 1974 | 1955 | 1472 | 1568 | 1418 | 1316 | 1311 | 1267 | 1205 |

| Rok            | 1869 | 1880 | 1890 | 1900 | 1910 | 1921 | 1930 | 1950 | 1961 | 1970 | 1980 | 1991 | 2001 |
| Počet obyvatel | 1761 | 1732 | 1699 | 1814 | 1874 | 1833 | 1758 | 1358 | 1453 | 1305 | 1226 | 1252 | 1208 |

## Pamětihodnosti

### Jaroměřický zámek

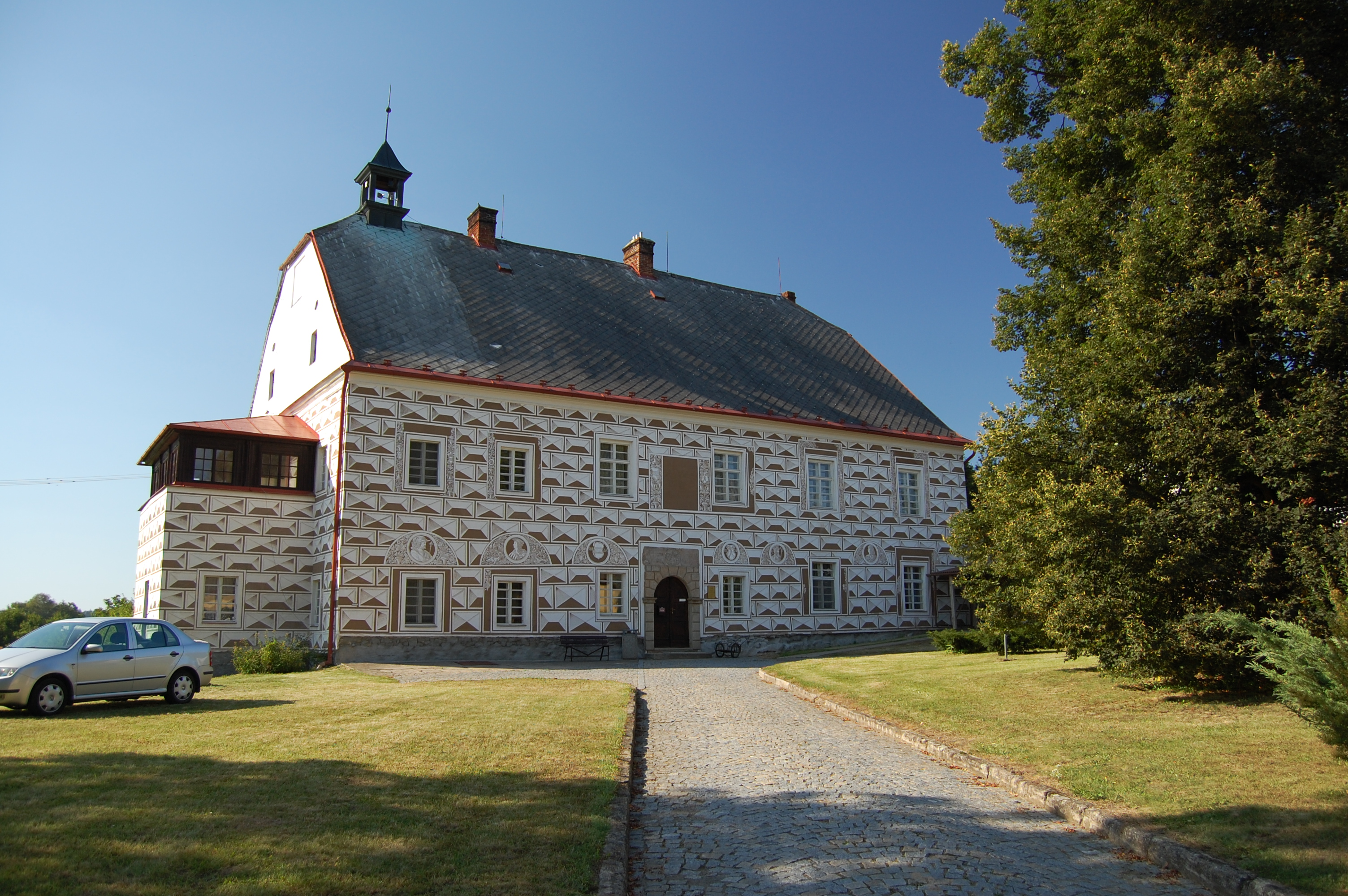
Jaroměřický zámek

Původně pozdně gotická tvrz založená Petrem Šedíkem z Kunčiny kolem roku 1505. Ten si jako první zvolil Jaroměřice za své stálé sídlo a na původní tvrzi nechal postavit své nové sídlo. Koncem 16. století nechal Jan Blahoslav Bílský z Kaříšova celou tvrz přestavit a vybudoval renesanční zámeček s psaníčkovými sgrafity. Právě psaníčková výzdoba je velmi zajímavá. Rustika je doplněna ornamentními pásy kolem oken. V kruhových obrazech je znázorněn portrét mladého šlechtice (pravděpodobně sám Jan Blahoslav), portrét mladé šlechtičny (asi jeho manželka) a erby s iniciály jmen (IBKK = Jan Blahoslav Bílský z Kaříšova, KLZW = Kateřina Lichnovská z Woštic). Celek doplňuje portrét starého šlechtice a staré šlechtičny, kde jsou pravděpodobně znázorněni rodiče Jana Bílského – Petr Bílský se svou manželkou.
Psaníčka byla v pozdějších letech z nepochopitelných důvodů překryta obyčejnou omítkou. Až při opravě v roce 1944 bylo sgrafito znovu nalezeno a v průběhu čtyřicátých let byla sgrafitová výzdoba restaurována. Dokud tvořily Jaroměřice samostatný statek, sloužil zámek jako obydlí vrchnosti, do vybudování fary na Kalvárii zde bydleli kalvárští kněží, kteří tu žili jako součást Šubířovy rodiny. Podle nepřímých důkazů lze usuzovat, že na zámku byla i domácí kaple.
Od 19. století byl zámek většinou pronajímán.

### Jaroměřická křížová cesta

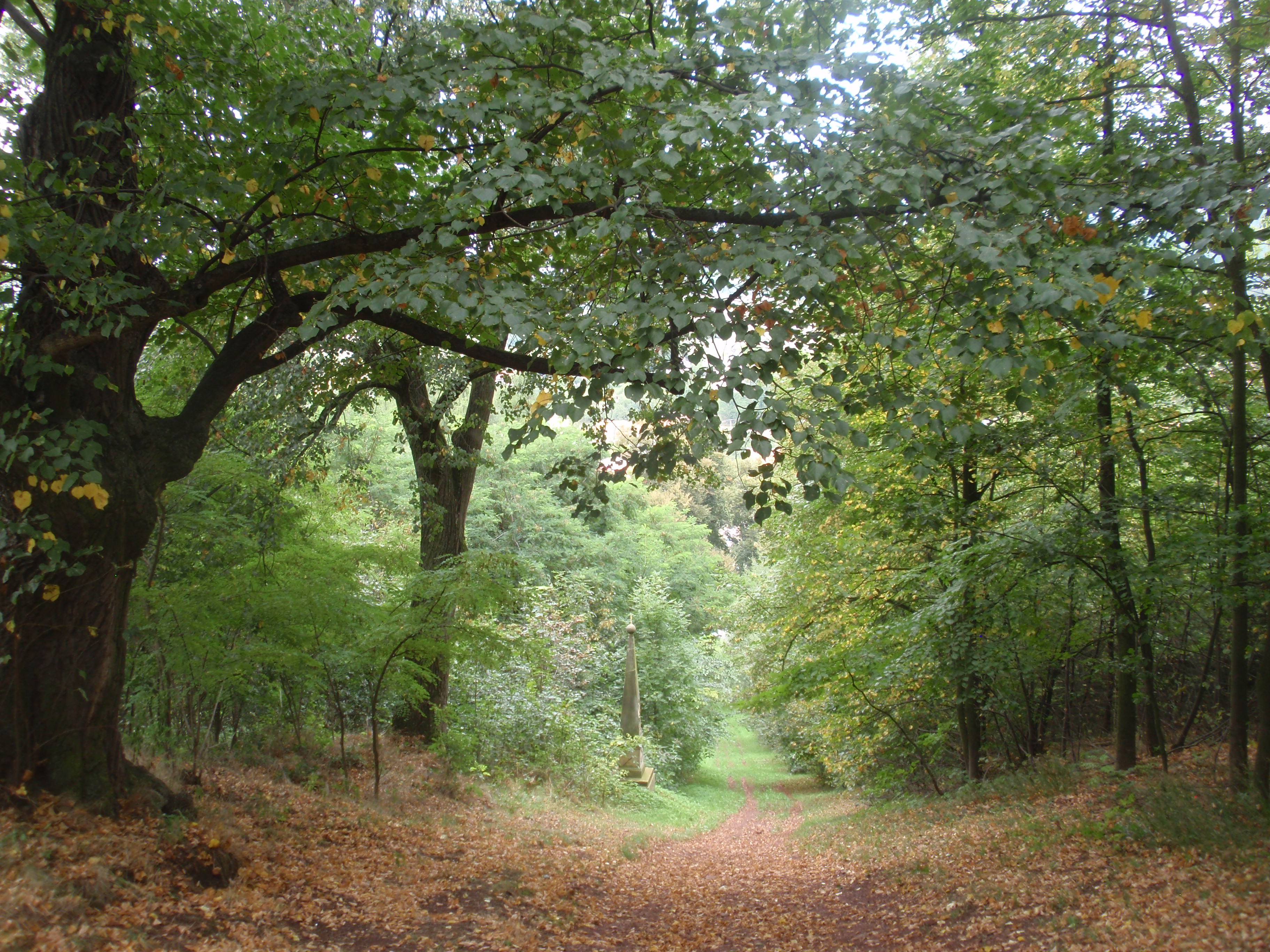
Křížová cesta

Stejně jako ke Kalvárii Jeruzalémské, tak i ke Kalvárii jaroměřické patří jako podstatná část křížová cesta. Zvláštností oproti běžné křížové cestě, která má 14 zastavení je to, že jaroměřická křížová cesta má zastavení pouze 11. Byl tedy upraven sled událostí a modlitby k tomu odpovídající. Také podobu mají jednotlivá zastavení různou. Z počátku je to kaple, poté pískovcové sloupy a nakonec obrazy. Jaroměřická křížová cesta je provedená v barokním slohu, začíná u dolního kostela Všech svatých v samostatné kapli zvané Pilátův dům. Trasa pak pokračuje starobylou lipovou alejí po svahu kalvárského kopce směrem k hornímu kostelu Povýšení Svatého Kříže na Kalvárii. Na nádvoří kostela je zastavení č. 9 ve formě obrazu, poslední dvě zastavení jsou také ve formě obrazů, které jsou umístěny v chrámu po obou stranách hlavního oltáře.
Za součást křížové cesty můžeme považovat i další památky znázorňující Kristovo mučení a smrt, umístěné v kalvárském areálu. Je to především vstupní brána Ecce homo, dále pak kaple hrobu Panny Marie, kaple hrobu Kristova postavená podle vzoru kaple uprostřed Chrámu božího hrobu v Jeruzalémě, kaple Betlémská, kámen pomazání těla Kristova a nakonec i obvodová zeď s obrazy v jednotlivých výklencích.
Navrhovatelem cesty a uměleckého tvaru byl kdosi, kdo je nám znám pouze pod značkou P. D. S. del., zpracovatelem se podepisoval zkratkou M. Z. fecit. Jistý pan Mackerle, historik tohoto kraje vykládá tyto zkratky následovně: P. Dionys Straus, malíř hradišťského kláštera v Olomouci a křížovou cestu vytesal do kamene Michal Zirn, sochař v Olomouci.
Prvním velkým ctitelem Křížové cesty v Jaroměřicích byl sám zakladatel kostela, František Michal Šubíř z Chobyně. Po cestě chodil často a rád, hledal na ní uklidnění při pracovních problémech a útěchu až do své smrti. Na konci Křížové cesty byl po své smrti také uložen po boku své milované manželky v hrobce hlavního kalvárského chrámu.

### Loretánská kaple s farou

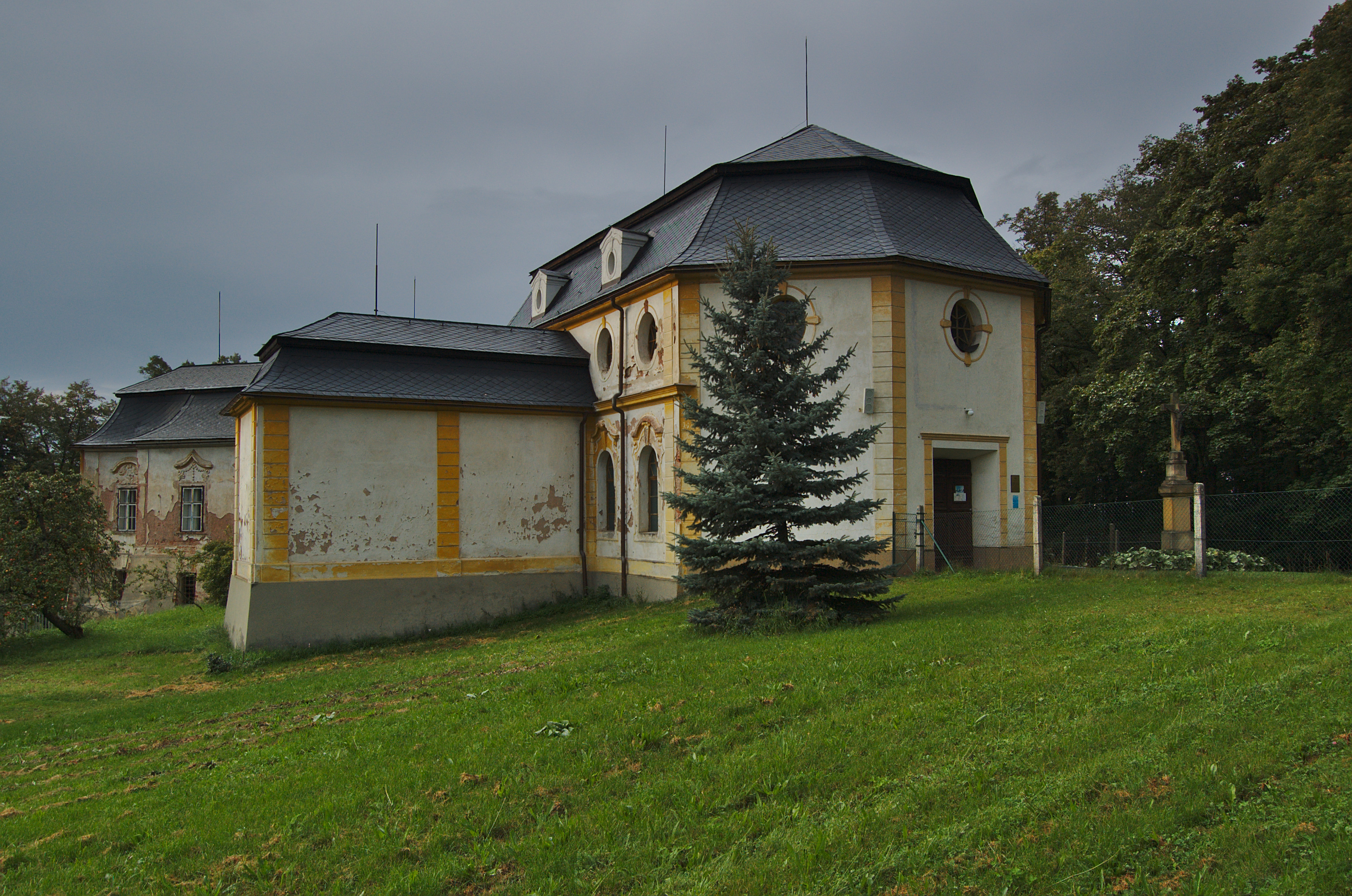
Fara s Loretou na Kalvárii

Další dvě významné kalvárské stavby stojí za hranicí poutního areálu. Jsou jimi fara a Loretánská kaple. Základní kámen fary byl položen 24. 5. 1730. O rok později se 4. listopadu v dosud nedokončeném areálu konalo slavnostní uvedení duchovních správců. V roce 1742 byla k faře přistavěna Loretánská kaple Panny Marie Ustavičné Pomoci s vlastní Loretou po straně. Je umístěná ve třetím křídle směřujícím ke kostelu, které bylo přistavěno ke dvěma již stojícím ramenům fary. Pod Loretánskou kaplí je hrobka, kde byli pohřbíváni kalvárští duchovní a případně další obyvatelé fary.
Fara je chráněna jako Nemovitá kulturní památka České republiky.

### Sochy svatých Cyrila a Metoděje

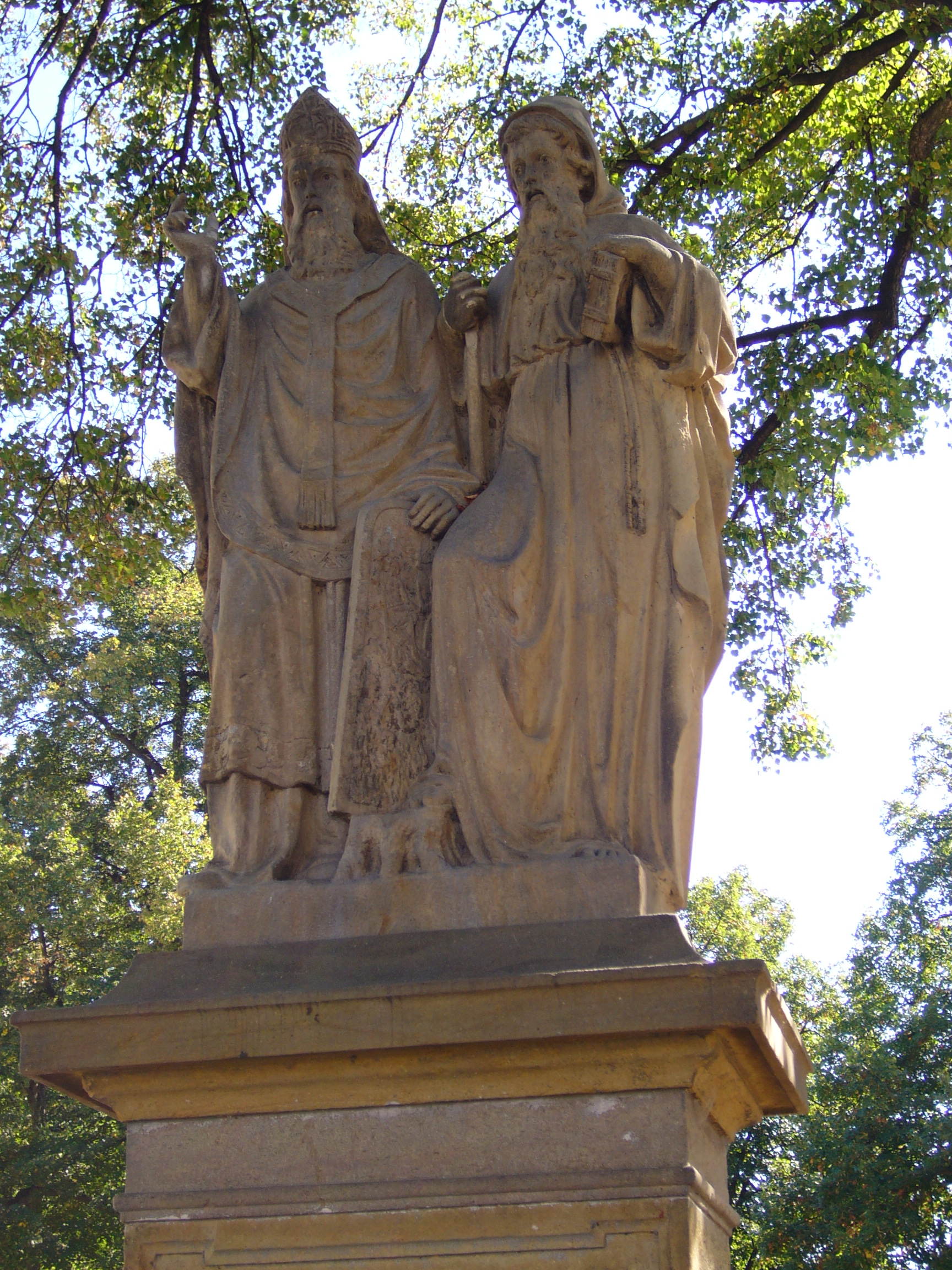
Cyril a Metoděj

V letech 1863-1885 se na Moravě slavilo 1 000. výročí cyrilometodějské. Rok 1863 je datum příchodu obou věrozvěstů na Moravu, r. 1869 úmrtí sv. Cyrila a r. 1885 úmrtí sv. Metoděje. V Jaroměřicích znovu ožila tradice, domněnka, že tudy konali svou apoštolskou cestu do Čech. Tato misie sice byla spojována s kamenným křížem na návsi, ale zrodila se a uskutečnila myšlenka postavit v obci sousoší. Povedlo se to v roce 1886. O tom, jak se tato tradice v obci ujala, svědčí po půl století od postavení sousoší oslavované cyrilometodějské jubileum v roce 1935.

### Cyrilometodějský smírčí kříž

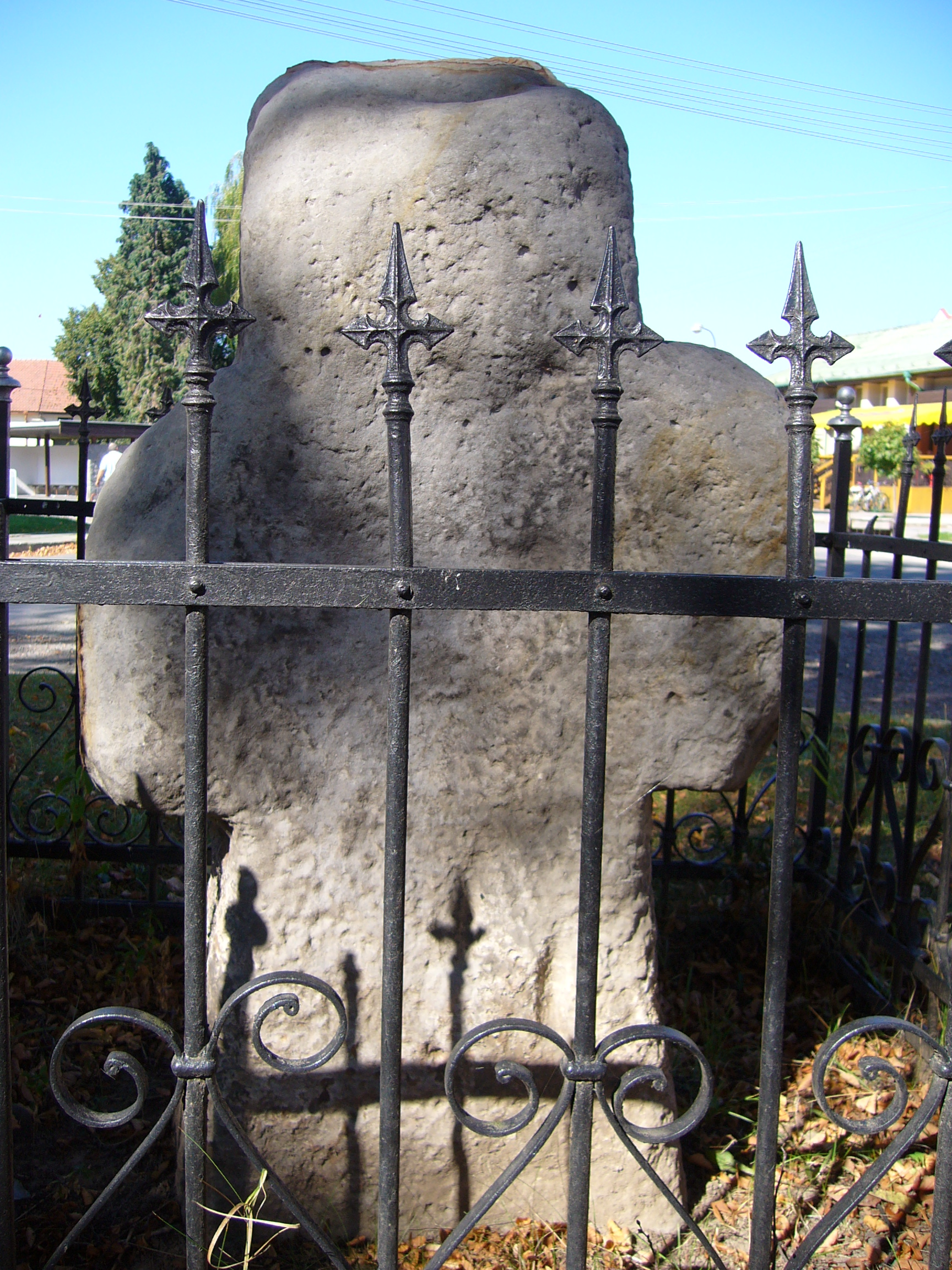
Cyrilometodějský smírčí kříž

Kamenný poměrně prostorově nevýrazný kříž (143 x 80 x 25 cm) stojí v železné ohrádce ve středu vsi, hned vedle sousoší Cyrila a Metoděje a je taktéž spojován s cyrilometodějskou tradicí. Počátkem minulého století byl kolem něj postavena asi 1 m vysoká železná ohrádka, která obvodem vymezuje 2,25 m². Je vyroben z načervenalého pískovce, který se nikde na Malé Hané nevyskytuje a pochází z neznámého místa. Na přední straně je pět hlubokých rýh, které prý mají symbolizovat Kristovy rány. Kolem kříže je opředeno několik velmi starých pověstí a mýtů. Lidová tradice vypráví, že se tudy ubírali slovanští věrozvěstové – bratři sv. Cyril a Metoděj – do Čech a zde se zastavili. V Jaroměřicích prý kázali a u potoka, kde je nyní na návsi kamenný kříž, také křtili. Tato pověst je nejznámější a postupem času zatlačila do pozadí i ostatní verze o původu tohoto záhadného kamene.
Další pověst vyprávěla o apoštolovi Metodějovi, který v Jaroměřicích misijně působil při svém putování do Čech. Na místě jeho působení postavili ti, kdo uvěřili, památný pískovcový kříž.
V polovině 19. století byla např. zaznamenána lidová pověst, že kříž je památníkem na setkání dvou velkých pánů v dávné minulosti.
Dále je tu tvrzení, že je to kříž, postavený kolem roku 1713 Františkem Michalem Šubířem pro zvýšení atraktivnosti poutního místa Kalvárie. Pro Šubíře jako autora kříže i vzniku a propagaci jeho cyrilometodějské pověsti hovoří hlavně to, že Šubíř byl velký vlastenec a ctitel sv. Cyrila a Metoděje. Před každým svým důležitým rozhodnutím dal ke cti a chvále Cyrila a Metoděje sloužit dvě mše svaté, v nichž prosil o jejich pomoc. Jaroměřický kříž je druhým křížem na Moravě, o kterém se mluví jako o cyrilometodějském, a to k roku 1863.[zdroj⁠?!]

### Kostel všech svatých

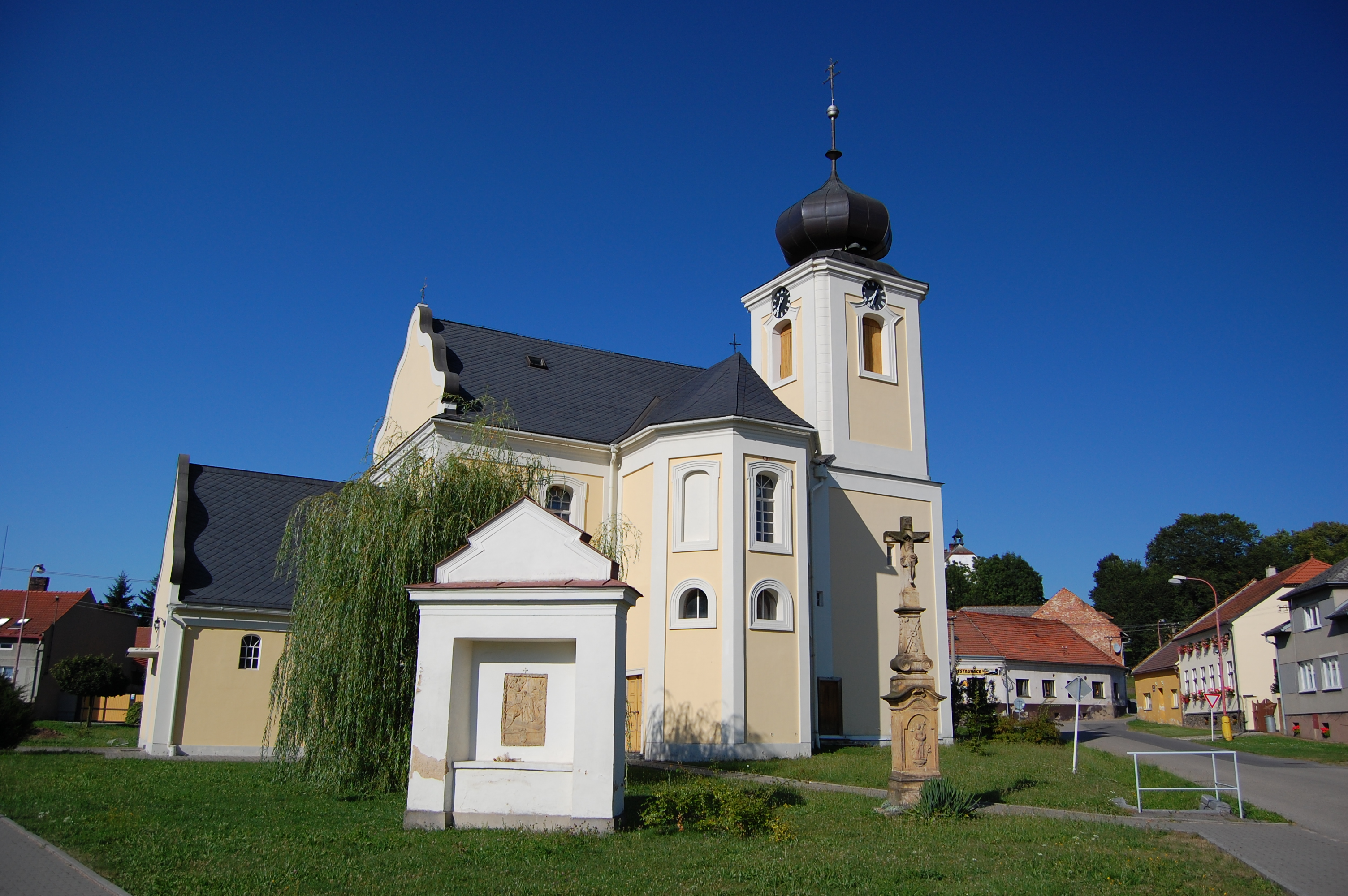
Kostel všech svatých

Uprostřed Jaroměřic, v samém srdci obce, stojí kostel Všech svatých.
Není známo, kdy přesně byly položeny jeho základy. Jisté je jen to, že tu kostel stojí od dávných časů, kdy ještě patřily Jaroměřice pražskému biskupství.
První zmínky o něm můžeme nalézt v kronice Vincencově, kde popisuje útok na biskupa Zdíka a doslova píše:
| „ | „...již za biskupa Jaromíra byl v Jaroměřicích biskupský dvůr. Stával naproti kostelu...“ | “ |

Jak ale vypadal původní kostel nám zůstane již navždy tajemstvím. Pravděpodobně byl v gotickém stylu, půdorysu kříže.
Spodní část kostela se nám však zachovala dodnes, stejně jako klenba a sakristie. Do pilířů byly vytesány značky které jsou dnes skryty pod omítkou. Stavba, kterou dnes obdivujeme je ze 13. století, některé prameny dokonce uvádějí ještě o století dříve, kdy je tak uváděno podle tvaru a provedení žebroví v sakristii.
Kostel byl mnohokrát přestavován, takže dnes vypadá jinak než v minulosti. Opravy se kostelu nevyhnuly např. v letech 1611, 1767, v roce 1804 byla provedena přestavba značného rozsahu tak, že ze staré budovy zbylo jen obvodové zdivo hlavní lodi a sakristie. Další opravy následovaly v letech 1905, 1943 a 1999.
Dnes je kostel Všech svatých jednolodní stavba křížového tvaru se dvěma bočními, klenutými kaplemi. Dominantou je věž zakončená cibulovitou bání, ve které jsou umístěny zvony.
Kostel Všech svatých byl do XV. Století kostelem farním. Poté byla fara přesunuta do Biskupic a po třicetileté válce do Jevíčka. Po dostavění kostela na Kalvárii se stal dolní chrám kostelem filiálním.
Významnou památkou kostela je náhrobek Jana z Linhartic. Ten byl manželem jedné z majitelek Jaroměřic, sídlil tu a také tady zemřel. V kostele po něm zůstal renesanční náhrobek z roku 1562, umístěný na epištolní straně kněžiště u oltáře ve zdi. Je zhotoven ze železa a je na něm vyobrazena postava rytíře v brnění, který má hadem ovinutou nohu. Na okraji kolem náhrobku je také český nápis.

## Zakladatel Jaroměřic biskup Jaromír (1068-1089)
Po smrti Spytihněva se knížecí bratři rozdělili takto: olomoucký Vratislav nastoupil na český trůn jako Vratislav II., Morava byla rozdělena jen na dvě knížectví: Konrád dostal díky znalosti němčiny úděl brněnský. Ota knížectví olomoucké. Jaromír, který pobýval v cizině na studiích, se rovněž po otcově smrti vrátil do Prahy a očekával, že dostane také nějaký úděl.
Vratislav II se staral stejně jako jeho otec o rozkvět církevního života. Chtěl vyhovět Moravanům, kteří měli stále v živé paměti své arcibiskupství z doby velkomoravské a stále ho prosili, aby jim založil vlastní biskupství na Moravě.
Vyjednávání o založení biskupství probíhalo v říjnu 1062 v Augšpurku a papež je potvrdil r. 1063. Pražský biskup Šebor zemřel 9. 12. 1067. Jakmile se to dověděla moravská knížata Ota a Konrád, zavolali bratra Jaromíra do Prahy, tam mu odepnuli rytířský pás, oholili temeno hlavy, oblékli do kněžského a přemluvili, aby přijal úřad – stolec pražského biskupa.
Vratislav však zaujímal opačné stanovisko. Znal svého bratra a věděl, že Jaromír nemá zájem o věci duchovní, pamatoval si, jak hned při jeho nastolení roku 1061 přijel Jaromír z ciziny, aby také dostal nějaký úděl, že je nestálý a pošetilý a mohl by se spolu s bratry spojit proti němu.
Nakonec však bratrům ustoupil a 15. června byl tedy Jaromír vyhlášen za pražského biskupa. Kronikáři ale vypráví, že by bylo lépe, kdyby tak neudělal a udělil mu raději nějaké místo světské. Jaromír byl sice zbožný, učený a nadaný, ale pro svou pýchu, pánovitost a prostopášnost způsobil ve svém úřadu velké škody.
Hned po zvolení do úřadu se vydal do Německa za Jindřichem IV., kde žádal o udělení pravomoci a vysvědčení. Císař souhlasil a 26. června podal Jaromírovi prsten a biskupskou berlu. Poté mohučský arcibiskup Jaromíra posvětil a dal mu německé jméno Gebhard. On ani Čechové však toto jméno nepoužívali.
Vratislav měl s Jaromírem spoustu starostí. Jaromír chtěl zrušit biskupství na Moravě a připojit tak toto území k pražskému. Vratislava však nemohl přesvědčit a dělal mu proto různé naschvály. Několikrát si Vratislav stěžoval na bratra přímo u papeže. Mezitím se Vratislav stal českým králem a to v Jaromírovi vyvolalo vlnu závisti. Nechtěl být jeho služebníkem.
Jaromír se rozhodl, že se vydá do Říma za Klementem III. hledat pomoc. Po cestě však onemocněl a 26. června 1090 umírá.
Ještě před tím, na území náležejícímu k pražskému biskupství v letech 1068 až 1089 buď nově zorganizoval starou osadu, nebo ještě pravděpodobněji založil novou vesnici. Lidé v ní se nazývali Jaroměřici a vesnice Jaroměřice. Co se týká pojmenování obce, patří Jaroměřice k výjimkám, u nichž můžeme podle jejich jména poměrně přesně určit dobu vzniku. Jména končící na –ice nebo –any charakterizují starou sídelní oblast na rozdíl od mladého sídelního území klášterní a německé kolonizace.

### Další památky
- Poutní areál Hora Kalvárie v Jaroměřicích u Jevíčka
- farní kostel Povýšení svatého Kříže – podle projektu architekta Santiniho postavil František Benedikt Klíčník
- Kostel Všech svatých (Jaroměřice)
- Fara
- Rovnerovo velkouzenářství

## Významní rodáci a osobnosti obce
- generál Bohumír Podlezl

## Části obce
- Jaroměřice
- Nový Dvůr

## Fotogalerie

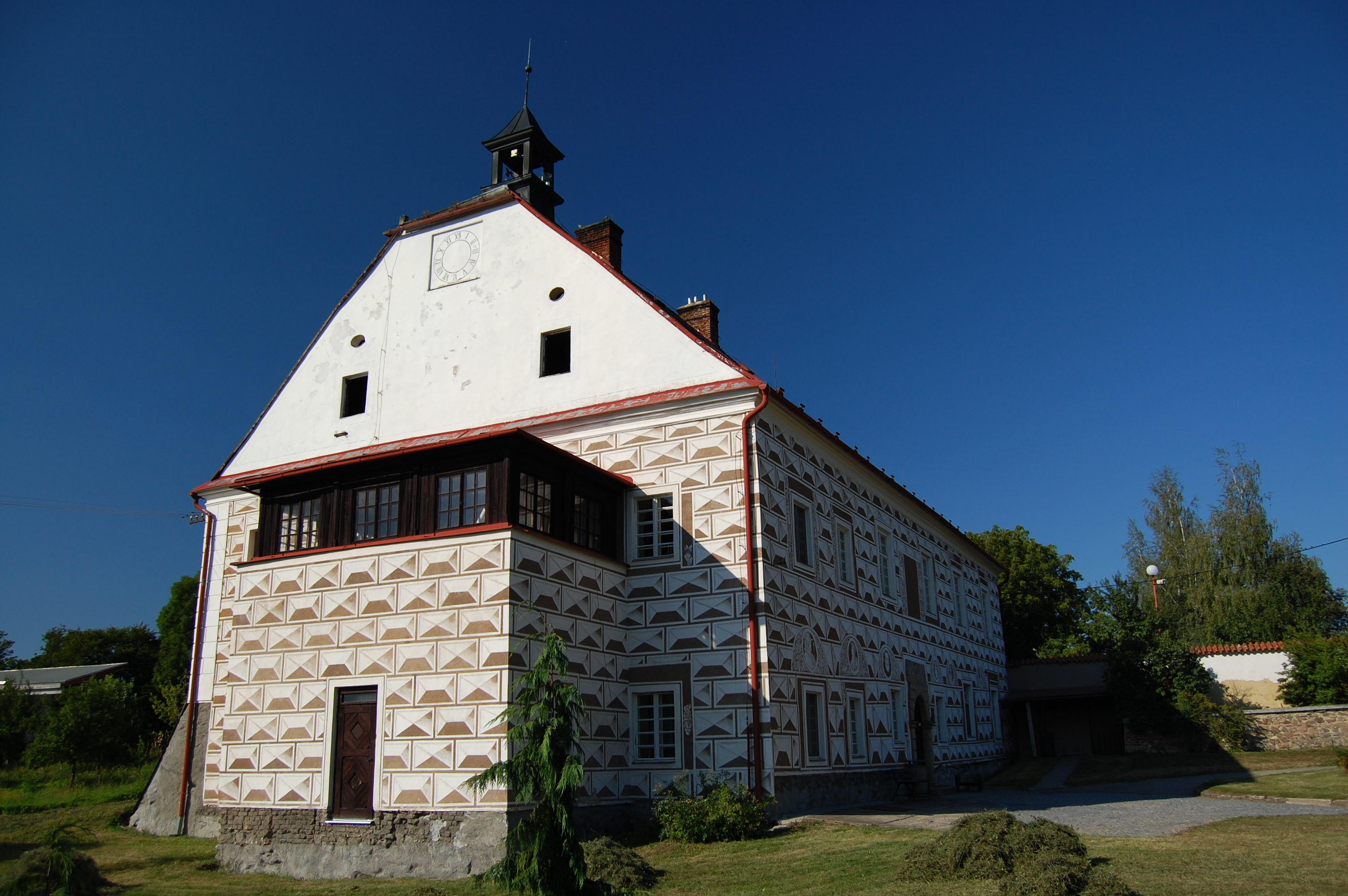
Zámek
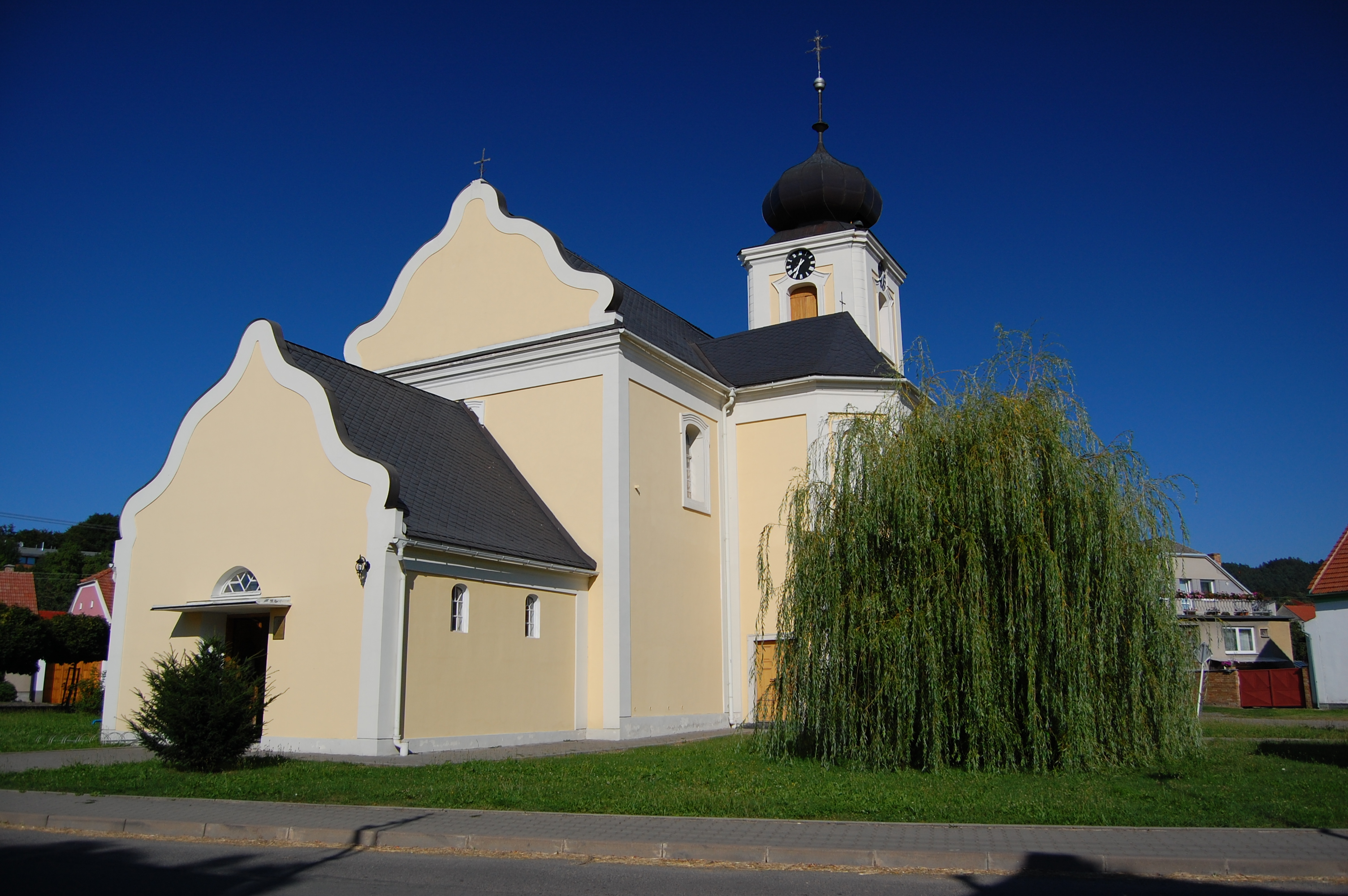
Kostel Všech svatých
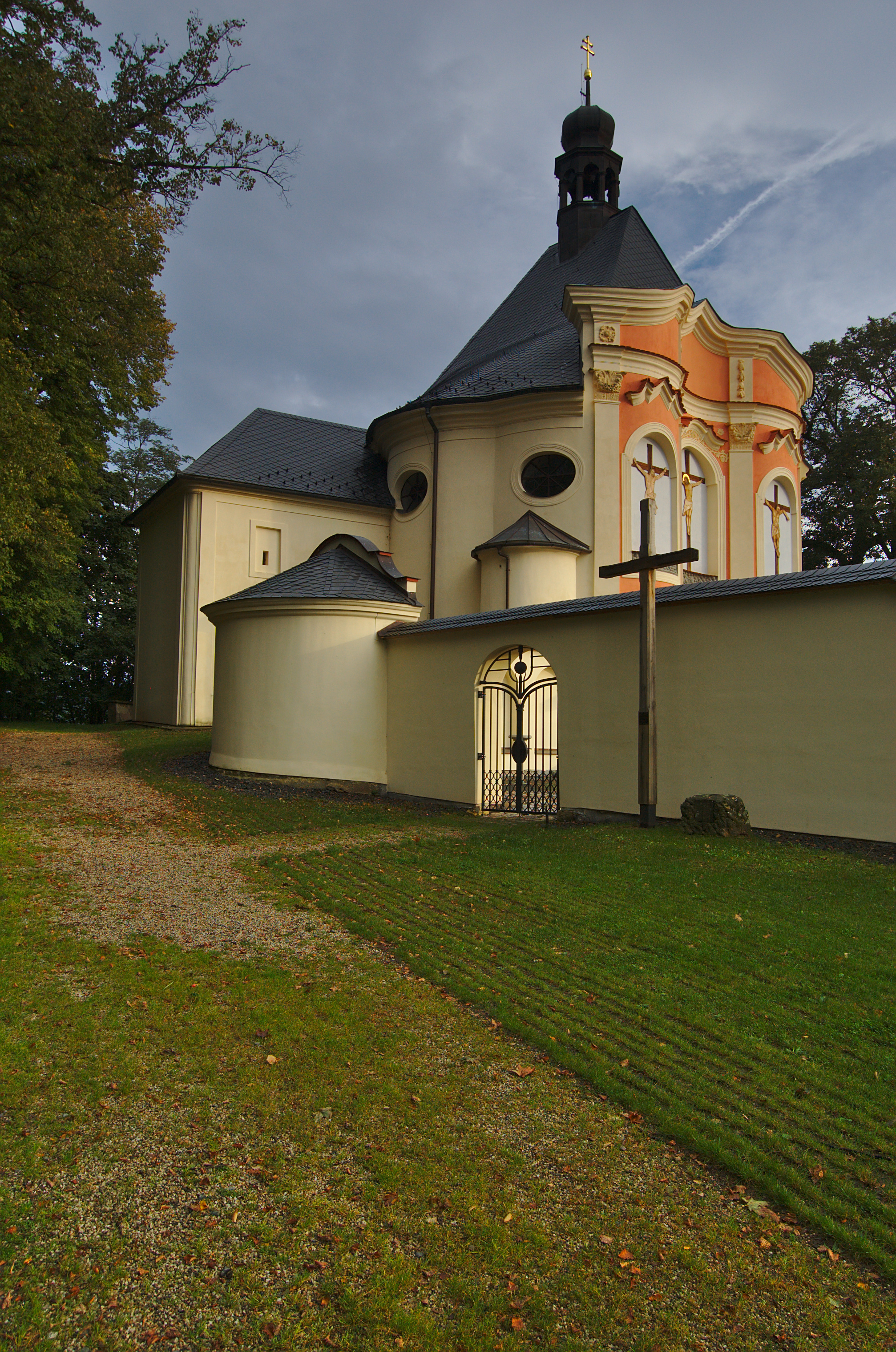
Kostel Povýšení svatého Kříže na Kalvárii
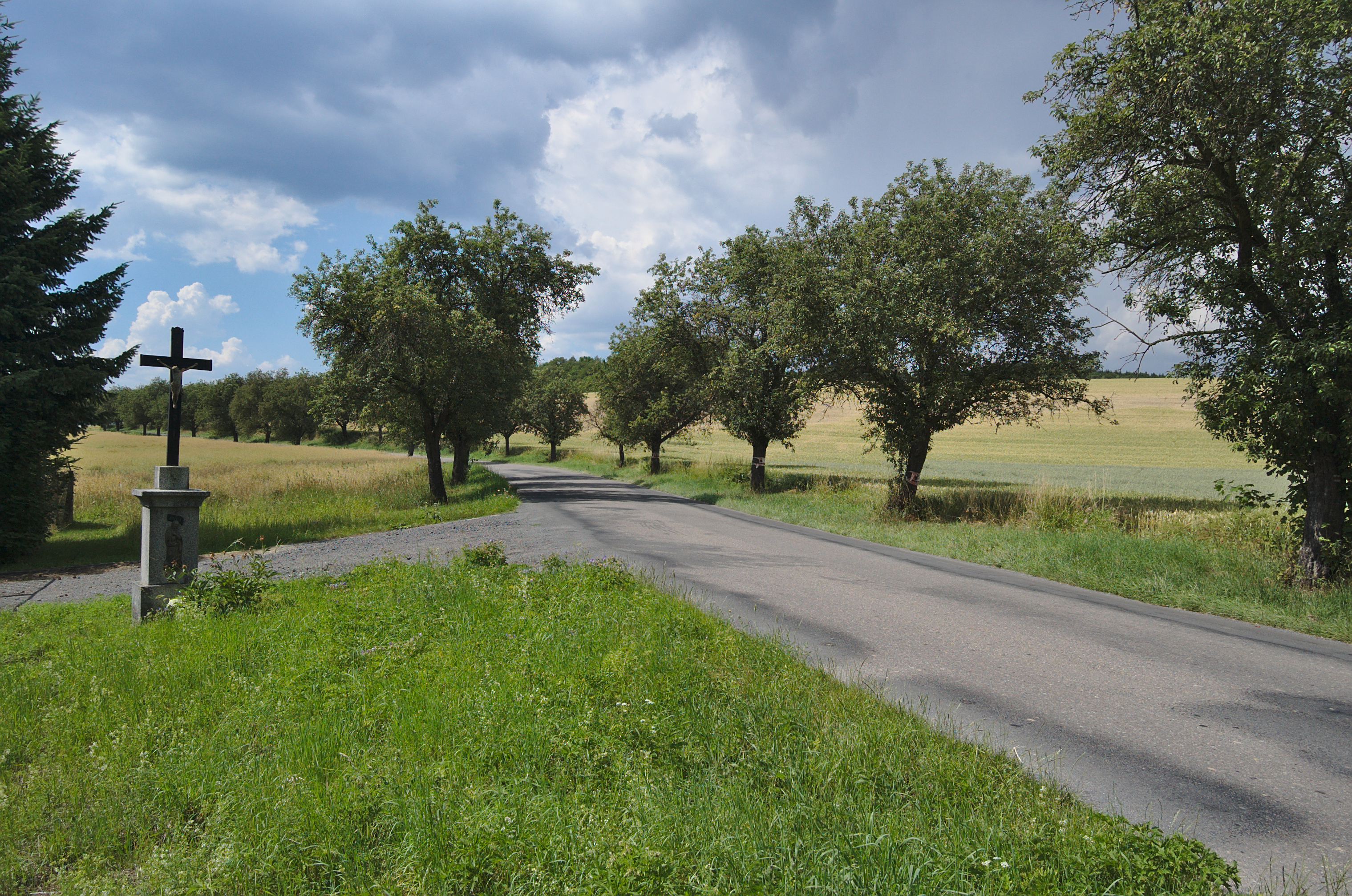
Kříž u silnice na Jevíčko
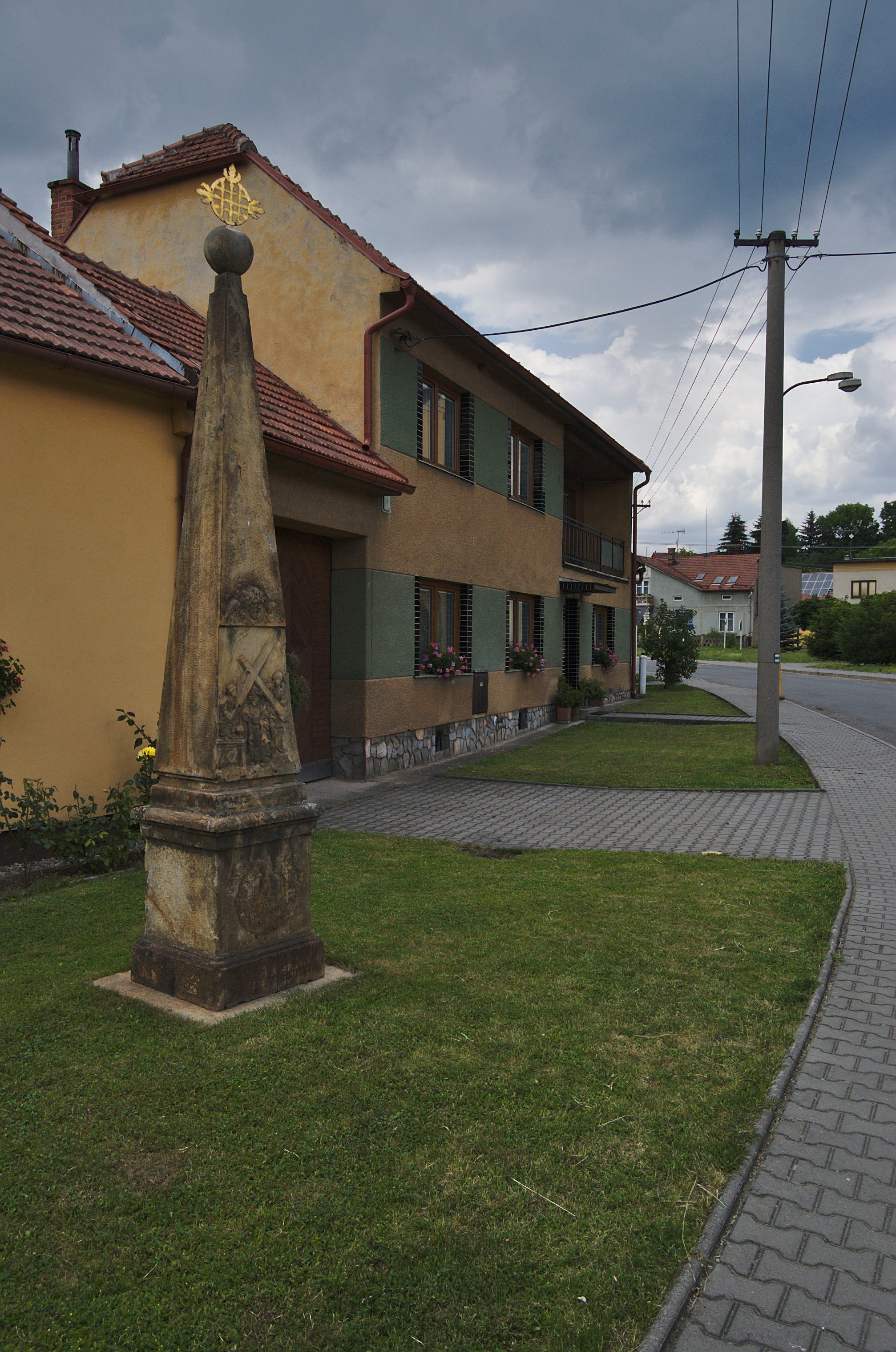
Památník obětem napoleonských válek
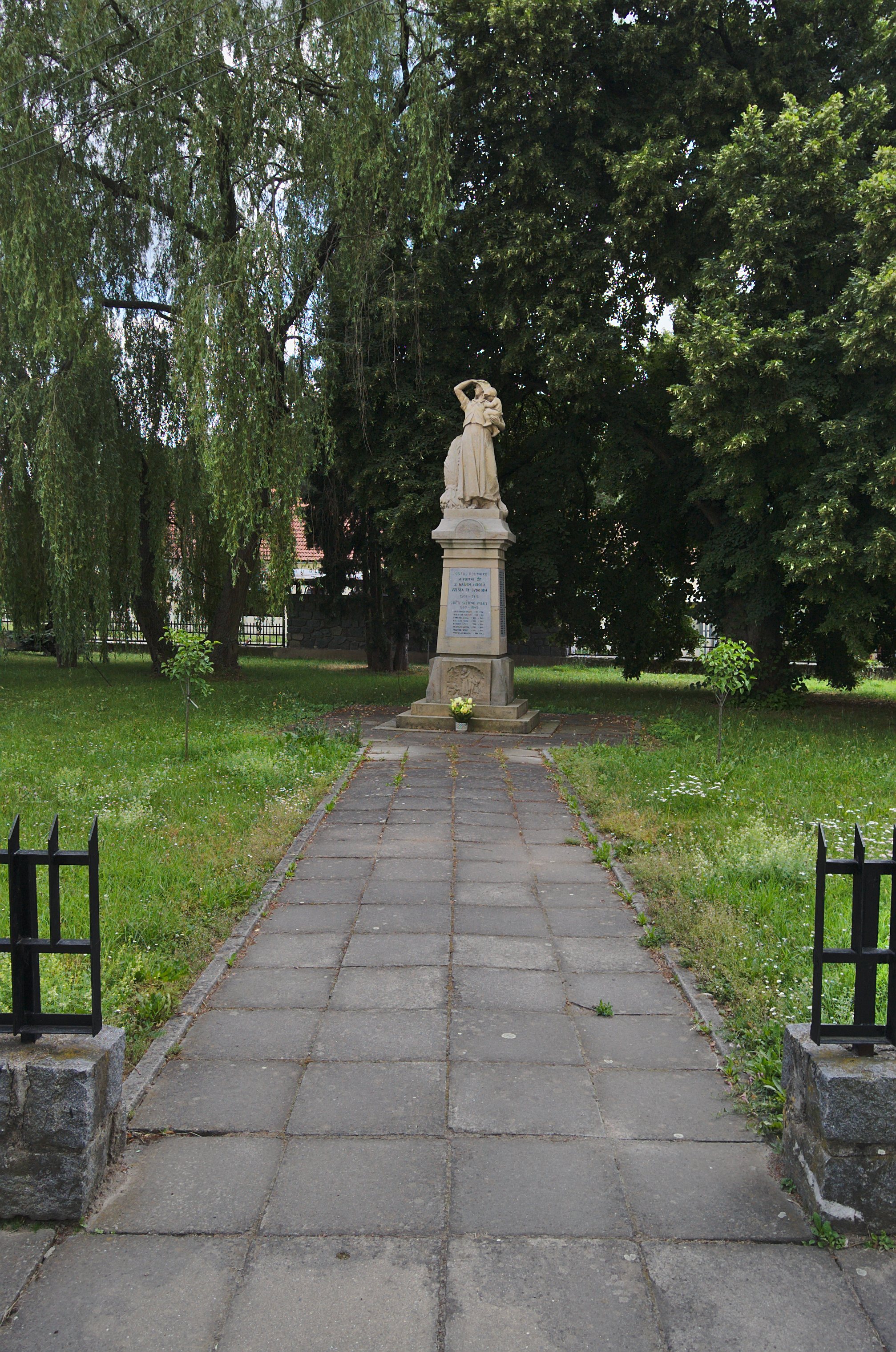
Památník obětem světových válek
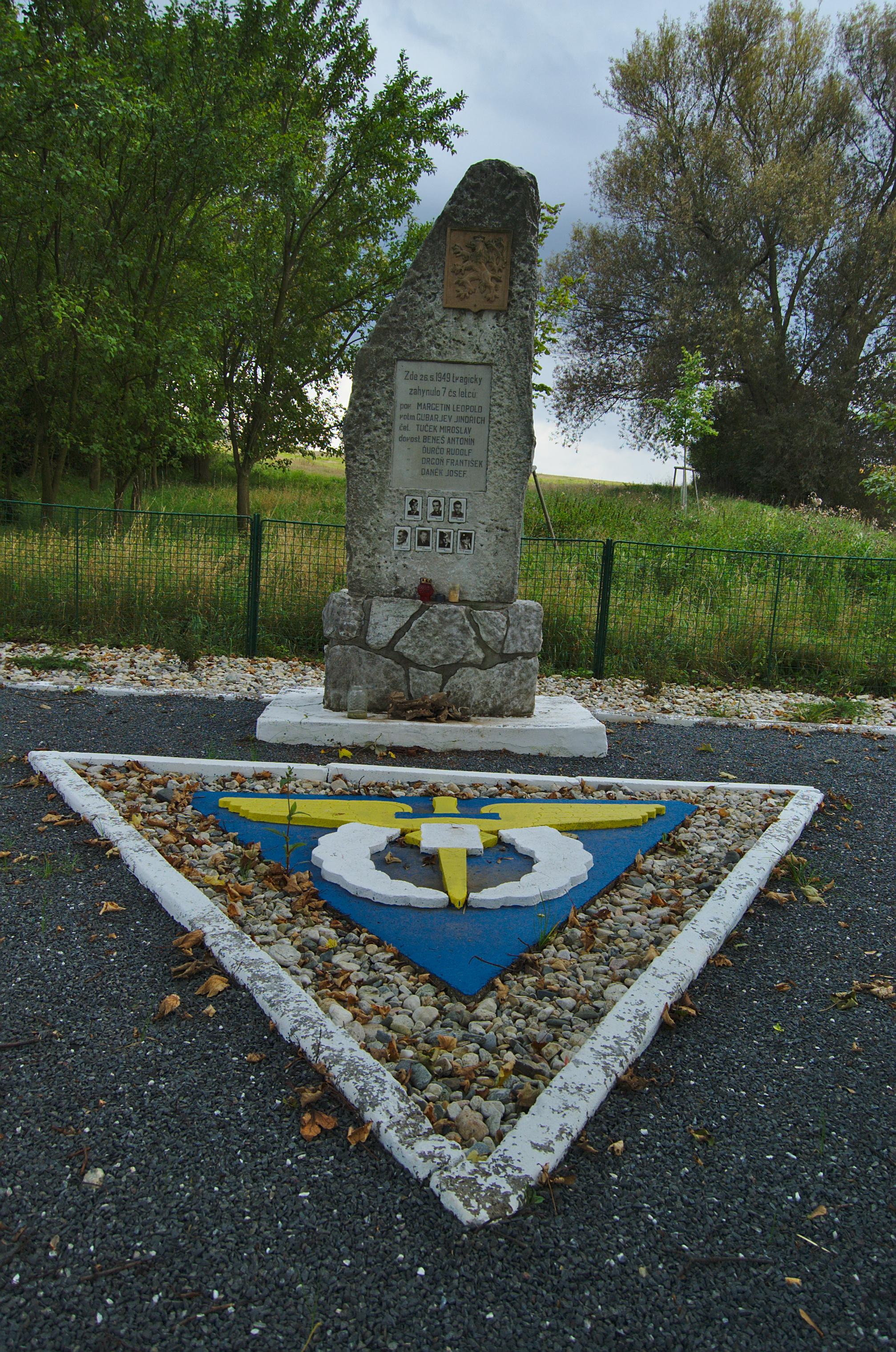
Památník padlým letcům nad Jaroměřicemi
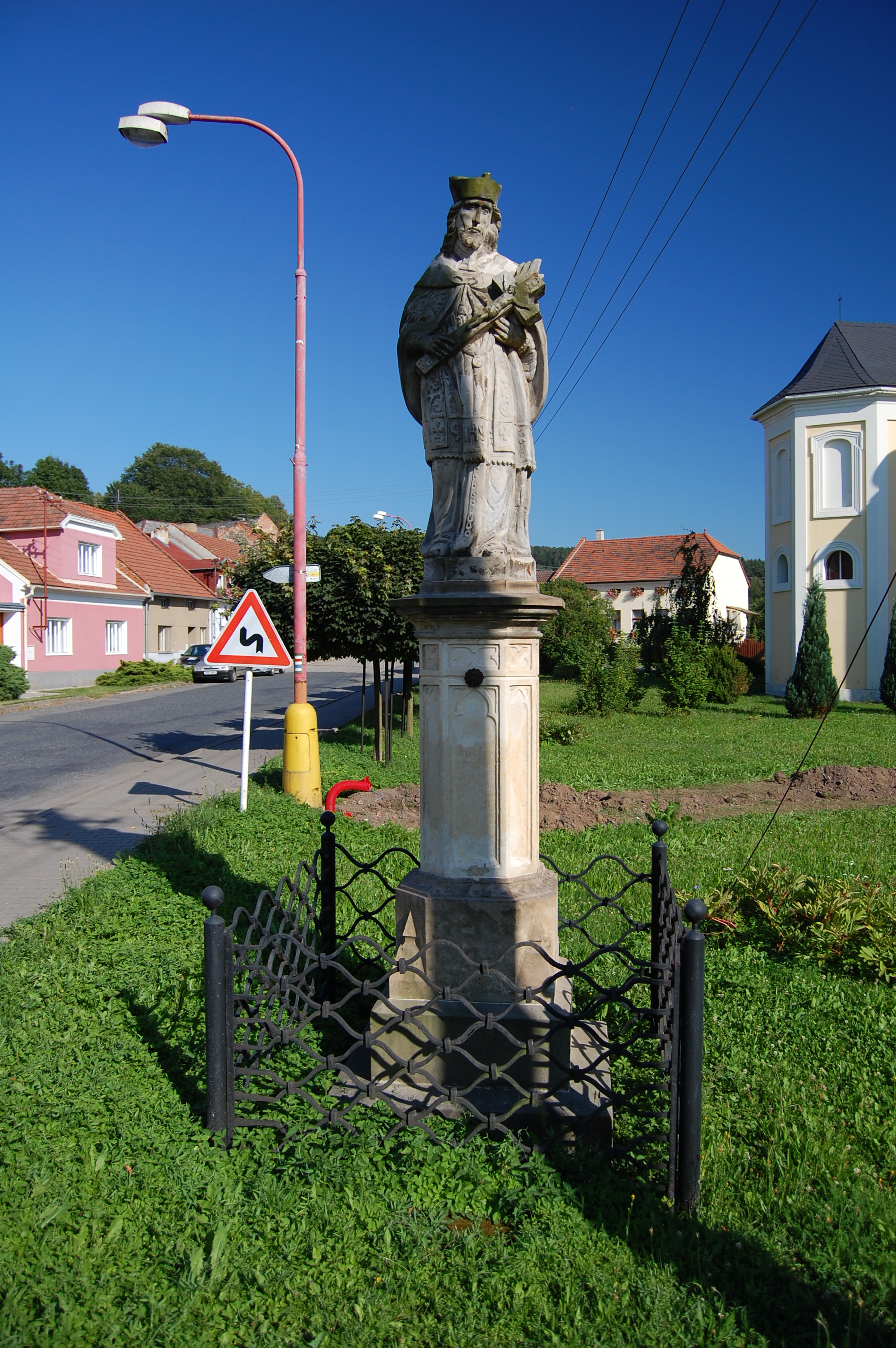
Socha na návsi
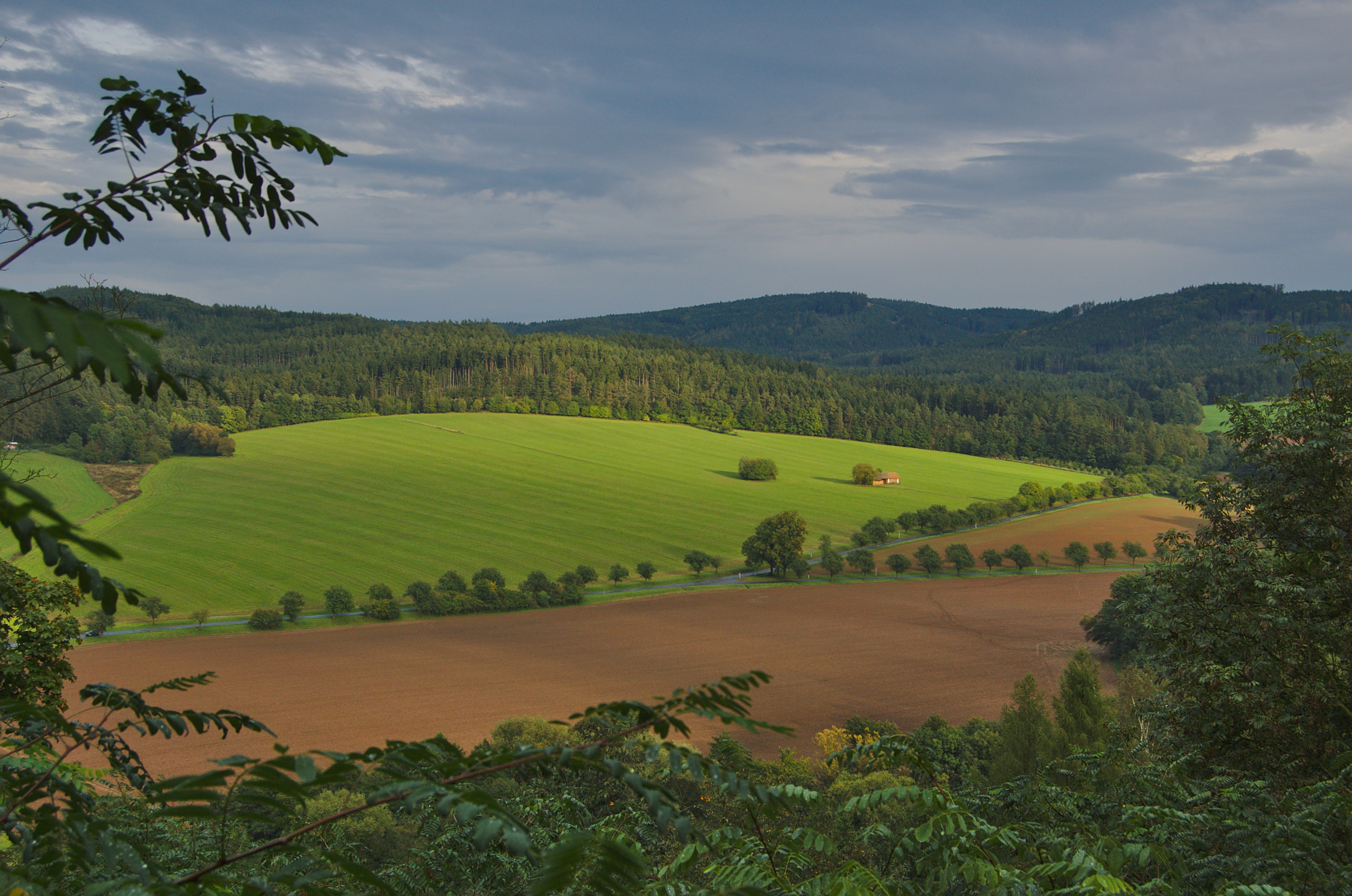
Výhled z Kalvárie směrem na Nový Dvůr,